# Edificio Bolinches
El edificio Bolinches está situado en la calle de la Paz número 46, chaflan con la plaza Alfonso el Magnánimo número 15, de la ciudad de Valencia (España). Se trata de una edificación residencial de estilo modernista valenciano construida en el año 1905.

## Edificio
Fue construido por el maestro de obras valenciano Manuel García Sierra. Su construcción empezó en el año 1903, finalizando en 1905. El edificio se encuentra ubicado en un chaflán recayente a la calle de la Paz y a la plaza Alfonso el Magnánimo, dando esta fachada a los jardines del Parterre. 
El edificio constituye un ejemplo de la transición de la arquitectura ecléctica a un evidente modernismo valenciano.. Destaca en él un amplio mirador acristalado con forma de polígonal y rematado en color blanco, con una pequeña cúpula forjada en hierro. En el resto de la fachada destacan los azulejos en color verde, típicamente modernistas y los balcones también forjados en hierro con ornamentación modernista.
El edificio consta de planta baja y cuatro alturas. Sus fachadas fueron rehabilitadas a mediados de los años 2010.